# 安倍龍太郎 (タレント)
安倍 龍太郎（あべ りゅうたろう、1994年7月19日 - ）は、日本の男性俳優・声優・タレント。スペースクラフト・エンタテインメント所属。東京都出身。

## プロフィール
- 身長は179cm[1]。
- 趣味・特技はスポーツ（球技全般）・ゲーム。
- 好きなアニメ、マンガは『ONE PIECE』。
- 『極上!!めちゃモテ委員長』で共演している大島崚、渡辺友裕と作中でMM3を組んでいる。
- 学習院大学法学部卒業。ミスター学習院コンテスト2015に出場[1]。

## 出演作品

### テレビアニメ
- 極上!!めちゃモテ委員長（2009年 - 2011年）西崎青 役[2] - 2シリーズ[一覧 1]

### テレビ番組
- おはスタ（2009年 - 2011年[注 1]）
- NHK高校講座・家庭総合（2011年 - 2014年[3][4]）

### ワンセグ
- パズルの王子様（2011年、NHK ワンセグ2）

### 舞台
- TNX つんく♂THEATER第九弾～めちゃモテ劇場～『めちゃモテ委員長VSめちゃモテ反対委員会ですわっ！』（2011年1月6日 - 10日、六行会ホール）西崎青 役

### 雑誌
- ラブベリー（2009年 - 、徳間書店）- メンズモデル
- ニコラ（2010年 - 、新潮社） - メンズモデル

### 写真誌
- ハービー・山口の写真を味わう写真誌　Ambitious No.6（2009年12月25日発売、スタジオワープ）男性モデル

## ディスコグラフィ

### キャラクターソング
| 発売日         | 商品名                          | 歌  | 楽曲                | 備考                                                     |
| -------------- | ------------------------------- | --- | ------------------- | -------------------------------------------------------- |
| 2009年10月21日 | 大好きになれっ!/こころ 君に届け | MM3 | 「こころ 君に届け」 | テレビアニメ『極上!!めちゃモテ委員長』エンディングテーマ |
| 2010年6月16日  | 君が主役さっ!/この手の中に      | MM3 | 「この手の中に」    | テレビアニメ『極上!!めちゃモテ委員長』エンディングテーマ |

### ユニットメンバー
1. ↑  東條潮（大島崚）、西崎青（安倍龍太郎）、南雲波人（渡辺友裕）

1. ↑  「極上!めちゃモテ委員長」西崎青 役として木曜日レギュラー。2010年4月以降からは不定期出演。

### シリーズ一覧
1. ↑  第1期（2009年）、第2期『セカンドコレクション』（2010年）